# Teliga Island
Teliga Island (englisch; polnisch Wyspa Teligi) ist eine kleine Insel im Archipel der Südlichen Shetlandinseln. Sie liegt zwischen den Atherton-Inseln und dem Sygit Point vor der Johannes-Paul-II.-Küste von King George Island.
Polnische Wissenschaftler benannten sie nach Karol Teliga, Ingenieur bei der zwischen 1977 und 1978 durchgeführten polnischen Antarktisexpedition sowie stellvertretender Leiter der von 1980 bis 1981 dauernden Forschungsreise in deren Vorbereitung.